# کاروان عمر
کاروان عمر: خاطرات سیاسی و فرهنگی هفتاد سال عمر کتابی از احمد اقتداری، نویسنده و تاریخ‌نگار ایرانی است. این کتاب که در سبک خودزندگی‌نامه نوشته شده‌ است، زندگی و خاطرات نویسنده را تا سن حدود هفتادسالگی در بر می‌گیرد. این کتاب به زبان فارسی نوشته شده و نخستین بار در سال ۱۳۷۲ خورشیدی، در تهران و در ۳۸۶ صفحه به چاپ رسیده‌ است.
اقتداری خاطراتش را در این کتاب به چهار بخش تقسیم کرده‌است که عبارت‌اند از «جوانی و نشاط زندگانی»، «خاطرات سی سال معلمی»، «خاطرات چهل سال وکالت دادگستری» و «حاصل عمر». 
منتقدانی که به کاروان عمر پرداخته‌اند، غالباً آن را گزارشی دقیق و گیرا از زندگی نویسنده دانسته و بیشتر به خاطرات اقتداری از ماجراهایی که در سفرهایش اتفاق افتاده‌است، توجه کرده‌اند؛ با این حال، اشعاری را که او در جای‌جای کتاب نوشته‌ است، دارای معایب فنی برشمرده‌اند. عباس پرتوی مقدم در نقدی که بر این کتاب نوشته‌ است، قلم صریح نویسنده را یکی از ویژگی‌های مهم کاروان عمر می‌داند و مهم‌ترین دغدغهٔ اقتداری در این کتاب را «نادیده‌گرفتن تاریخ و هویت ملی» عنوان می‌کند.

## پیش‌زمینه
انتشار کتاب‌هایی با موضوعات خاطره‌نویسی و شرح حال در سال‌های دههٔ ۷۰ خورشیدی افزایش یافت و توجه مخاطبان حوزهٔ نشر را به خود جلب کرد. بیشتر نویسندگان این کتاب‌ها، سیاست‌مداران بودند که در خاطرات‌شان به تعامل‌های خود با دیگر اصحاب قدرت می‌پرداختند و سهم محققان و معلمان در نوشتن کتاب‌هایی با موضوع شرح حال، کمتر بود. در این میان، کتاب کاروان عمر از آن جهت که نویسندهٔ آن هم سیاستمدار بود و هم محقق و معلم، اهمیت خاصی داشت.

### نویسنده
احمد اقتداری (۳ خرداد ۱۳۰۴ – ۲۷ فروردین ۱۳۹۸) ایران‌شناس، پژوهشگر خلیج فارس و جغرافیای تاریخی و فرهنگی مناطق جنوبی ایران و استاد دانشگاه ایرانی بود. عمدهٔ شهرت اقتداری به علت پژوهش در حوزهٔ خلیج فارس است و به همین علت به «پدر مطالعات خلیج فارس» مشهور است. کتاب خلیج فارس از دیرباز تا کنون به قلم اقتداری، جایزهٔ ویژهٔ یونسکو در ایران را به خود اختصاص داده و کتاب تاریخ مسقط و عمان، بحرین و قطر و روابط آن‌ها با ایران نیز مورد تقدیر قرار گرفته‌است.

## نگارش و انتشار
کتاب کاروان عمر با زیرعنوان خاطرات سیاسی و فرهنگی هفتاد سال عمر، خودزندگی‌نامه‌ای است به زبان فارسی که احمد اقتداری آن را نوشته و خود نیز به عنوان ناشر، آن را منتشر کرده‌است. البته چاپ کتاب در چاپخانهٔ انتشارات علمی و فرهنگی انجام شد. اقتداری در بخش «حاصل عمر» پس از فهرست نمودن مقاله‌های چاپ‌نشده‌اش، تاریخ را ۲۹ خرداد ۱۳۷۰ ذکر کرده‌است. با این حال، نگارش نهایی کاروان عمر در آبان ۱۳۷۱ پایان گرفته‌است. این کتاب در سال ۱۳۷۲ خورشیدی در تهران، با حروف‌چینی آی.بی. ام، در ۳۸۶ صفحه و به شمارگان ۱٬۰۰۰ نسخه به چاپ رسیده‌است. این کتاب در قطع وزیری، به دو شیوهٔ جلد شومیز و جلد گالینگور چاپ شده‌است. قیمت آن در زمان انتشار، ۴٬۰۰۰ ریال بوده‌است که در پشت جلد شومیز مندرج است.
اقتداری کاروان عمر را پس از انتشار نسخهٔ ادغام‌شدهٔ دو کتاب اولش ذیل عنوان لارستان کهن و فرهنگ لارستانی و پیش از تصحیح و انتشار دیوان شیدای گراشی، و نیز پیش از نگارش کتاب سایهٔ سیمرغ منتشر کرد. همچنین میان آثار چاپ‌نشدهٔ اقتداری، کتابی با عنوان خاکستر و با زیرعنوان خاکستری برجای‌مانده از آتش کاروان عمر ذکر شده‌است که به دیگر خاطرات او می‌پردازد.

## درون‌مایه

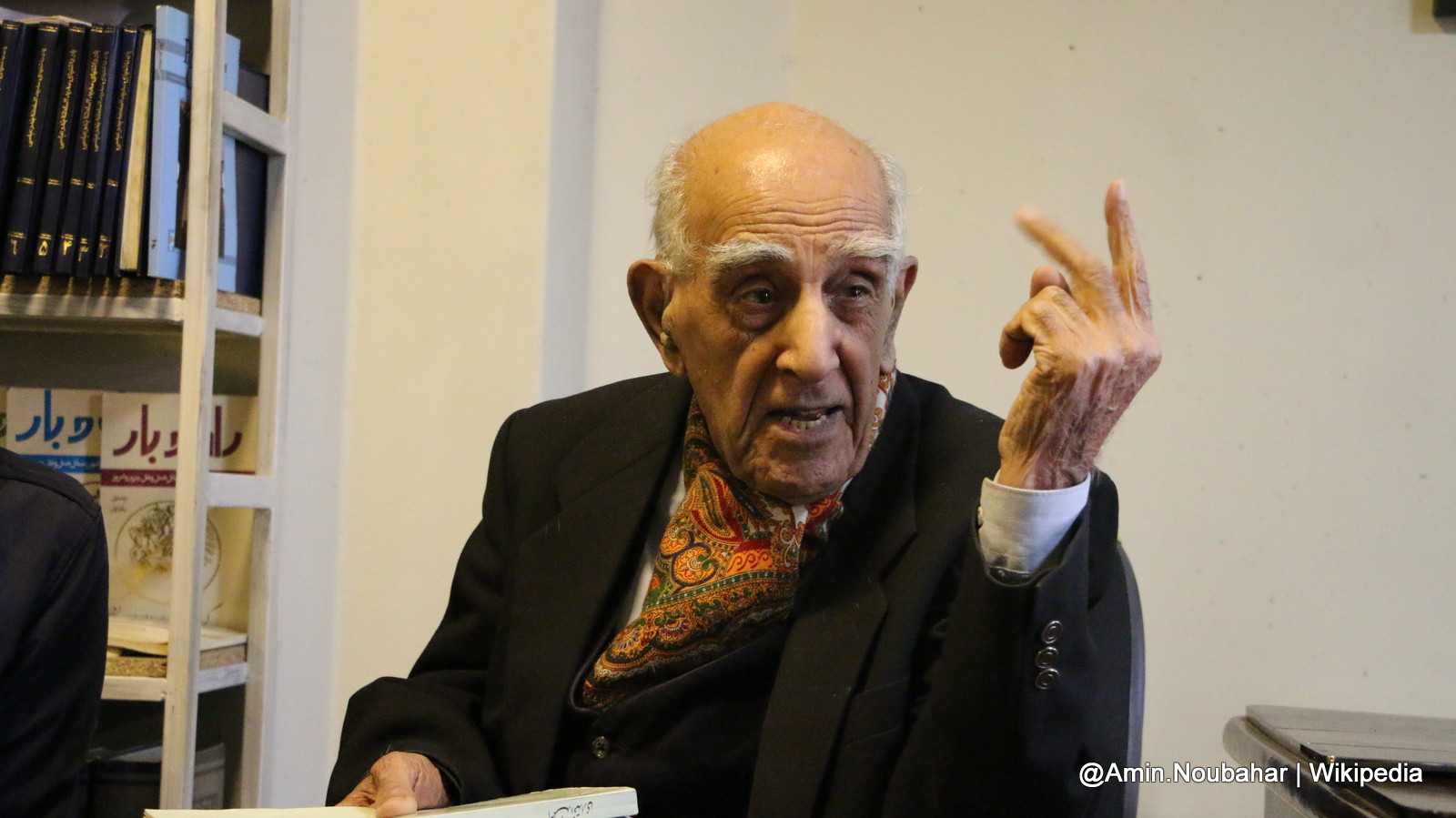
احمد اقتداری در سال ۱۳۹۵

موضوع کاروان عمر، خاطرات سیاسی و فرهنگی نویسنده است و در چهار بخش نوشته شده‌است:
- بخش اول با عنوان «جوانی و نشاط زندگانی» از صفحهٔ ۹ تا ۲۳۵؛
- بخش دوم با عنوان «خاطرات سی سال معلمی» از صفحهٔ ۲۳۹ تا ۲۵۴؛
- بخش سوم با عنوان «خاطرات چهل سال وکالت دادگستری» از صفحهٔ ۲۵۵ تا ۲۷۴؛
- بخش چهارم با عنوان «حاصل عمر» از صفحهٔ ۲۷۵ تا ۲۹۳.

پس از این چهار بخش، فهرست اعلام شامل اسامی شخصیت‌ها، مؤسسات و مکان‌های جغرافیایی در صفحات ۲۹۵ تا ۳۱۴ آمده‌است. آخرین صفحات کاروان عمر را عکس‌هایی از نویسنده، خانوادهٔ او و دوستان و همکارانش تشکیل می‌دهند که در ۷۲ صفحه (از صفحهٔ ۳۱۵ تا ۳۸۶) چاپ شده‌است. همچنین چندین نمونه از نامه‌های دریافتی اقتداری در قسمت‌های پایانی کتاب ارائه شده‌است. در بخش‌های مختلف کتاب، چند قطعه شعرِ سرودهٔ نویسنده درج شده‌است که بیان‌گر احوال و احساسات اوست.

### بخش اول: جوانی و نشاط زندگانی
نویسنده در صفحات اولیهٔ کتاب، خود و خاندانش را به اختصار معرفی کرده و از بزرگان خاندانش همچون پدرش مرتضی‌قلی‌خان و جدش فتحعلی‌خان بیگلربیگی نام برده‌است. او در ادامه به چگونگی تحصیلات مقدماتی، خدمت سربازی و سپس آشنایی با عبدالرحمان فرامرزی و حسین علاء پرداخته که به انتصابش به ریاست ادارهٔ فرهنگ لارستان انجامید. شرح تلاش‌های اقتداری برای همگانی‌شدن سوادآموزی و احداث مدارس متعدد در مناطق جنوبی ایران، در صفحات بعدی کاروان عمر آمده‌است. او سپس به ماجرای مخالفتش با کاندیداتوری فرامرزی در انتخابات شانزدهمین دورهٔ مجلس شورای ملی (۱۳۲۸) و جریان این انتخابات خونین می‌پردازد. اقتداری در ادامه، ماجرای شهردار شدنش در لار و نامزدی‌اش برای مجلس بیست و یکم شورای ملی (۱۳۴۲) را توضیح داده‌است. در بخش دیگری اقتداری فعالیت‌های علمی خود را شرح داده‌است. کناره‌گیری از شهرداری لار، شروع اشتغال به وکالت دادگستری و چگونگی انتشار اولین کتاب‌هایش با عنوان‌های فرهنگ لارستانی و لارستان کهن در سال ۱۳۳۴ خورشیدی از جمله موضوعاتی است که در این قسمت از کتاب شرح داده شده‌است. آشنایی نویسنده با ایران‌شناسانی چون ایرج افشار، منوچهر ستوده، محمدتقی دانش‌پژوه، عباس زریاب خویی و شماری دیگر از محققان این عرصه در کتاب آمده‌است و اقتداری از مباحثات شکل‌گرفته در این گردهمایی‌ها، نکات قابل‌توجهی را نوشته‌است. بیشترین حجم کتاب در این بخش، مربوط به مقطع زمانی سال‌های ۱۳۴۳ تا ۱۳۴۸ خورشیدی است. دورانی که اقتداری به استخدام سازمان جلب سیاحان درآمد و به عنوان کارشناس گردشگری به سفرهای داخلی و خارجی متعددی پرداخت. او همچنین از این فرصت برای مطالعه و فعالیت‌های پژوهشی استفاده کرد. این بخش از کتاب شامل خاطراتی است که طی این سفرها (به خصوص سفر در کرانه‌های شمالی و جنوبی خلیج فارس و دریای عمان) و در ارتباط با شخصیت‌های سیاسی و فرهنگی آن مناطق اتفاق افتاده‌است. همچنین او در این بخش به تحقیقاتش در سواحل جنوبی ایران برای نوشتن کتاب‌هایی چون خلیج فارس، آثار شهرهای باستانی و آثار و بناهای تاریخی خوزستان پرداخته‌است. سفر به کشورهای اروپایی و مدیترانه‌ای، بازدید از موزه‌های و مراکز دانشگاهی آن کشورها و مناظره و گفتگو با شخصیت‌های فرهنگی آن مناطق و همچنین شرکت در سمینارها و کنگره‌های ایران‌شناسی، از دیگر خاطرات اقتداری است که در این قسمت از کاروان عمر منعکس شده‌است. او در اواخر این بخش، شماری از دانشمندان رشته‌های تاریخ، ادبیات و حقوق را یاد کرده و به صورت مختصر، به معرفی آن‌ها و روابطش با آن افراد اشاره کرده‌است. افرادی چون موسی عمید، محمد مصدق، محمدتقی بهار و محمدعلی سدیدالسلطنه از آن جمله‌اند. یکی از مفصل‌ترین معرفی‌ها در این قسمت، مربوط به حبیب یغمایی، مدیر مجلهٔ یغما، می‌باشد. البته بیشتر حجم این معرفی را بازنشر مقاله‌ای با عنوان «سفری همراه با کالبد استاد سخن فارسی، حبیب یغمایی» پر کرده‌است که نخستین بار در سال ۱۳۶۳ در مجلهٔ راه و بار منتشر شده بود. در پایانی‌ترین صفحات این بخش هم اقتداری به شرح جنگ قلعهٔ گراش پرداخته و به صورت مختصر، زمینه‌ها، ماجراها و نتایج آن جنگ را از منابع دیگر نقل کرده‌است.

### بخش‌های دوم و سوم: خاطرات معلمی و وکالت
اقتداری در دومین بخش از کتاب با عنوان «خاطرات سی سال معلمی»، دوازده خاطره از دوران سی‌سالهٔ تدریس خود در مدارس و دانشگاه‌ها را نقل کرده‌است. او در سومین بخش که «خاطرات چهل سال وکالت دادگستری» نام‌گذاری شده‌است نیز دوازده خاطرهٔ دیگر، از چهل سال اشتغال به حرفهٔ وکالت دادگستری نقل کرده‌است. ایرج افشار در مجلهٔ آینده، خاطرات این بخش‌ها را «حکایتی روشن از بی‌عدالتی همیشگی» قلمداد کرده‌است.

### بخش چهارم: حاصل عمر
حاصل عمر من کتاب‌ها و مقالاتی است که نوشته‌ام، تألیف کرده‌ام، تصحیح کرده‌ام، چاپ کرده‌ام و طبع و نشر شده‌است یا بعض آنها در زیر چاپ است یا در انتظار چاپ شدن در خانه‌ام و کتابخانه‌ام باقی مانده‌اند.

توضیحات ابتدای بخش «حاصل عمر»
اقتداری در آخرین فصل از کاروان عمر، ابتدا به معرفی تمامی کتاب‌ها، مقاله‌ها و دیگر نوشته‌هایی پرداخته که تألیف، ترجمه و تصحیح نموده‌است. او در این قسمت، ۲۳ جلد کتاب و ۱۰۷ عنوان مقاله را که تا زمان انتشار کاروان عمر چاپ کرده و نیز عنوان ۵۰ مقاله‌ای که در کتاب کِشتهٔ خویش گردآورده را فهرست کرده‌است. همچنین نام ۱۰ کتاب زیر عنوان «آماده برای چاپ» ذکر شده که بیشتر در موضوعات مربوط به نواحی ساحلی خلیج فارس است. در بین آثار اقتداری، ترجمه‌هایی از کتاب‌ها و مقالات ایران‌شناسان اروپایی نیز به چشم می‌خورد.

## بازخورد
فرهاد طاهری در دانشنامهٔ ایران، کاروان عمر را گزارشی دقیق و بی‌پرده از جنبه‌های مختلف زندگی اقتداری می‌داند. جلال متینی در مجلهٔ ایران‌شناسی، کاروان عمر را مانند رمانی گیرا و پرجاذبه و با نثری روان توصیف کرده‌است. او همچنین شرح‌های اقتداری از سفرهایش و خاطره‌های بخش‌های معلمی و وکالت (فصل‌های دوم و سوم کتاب) را مورد توجه قرار داده و آن‌ها را خواندنی دانسته‌است. کیانوش کیانی هفت‌لنگ، دارای مدرک دکترای جغرافیای انسانی و همکار مطالعاتی اقتداری، نیز خاطرات سفرهای خارجی اقتداری و دفاع کردن او از نام خلیج فارس در مجامع بین‌المللی، به خصوص در کشورهای عربی را مورد توجه قرار داده و کاروان عمر را کتابی خواندنی توصیف کرده‌است که می‌توان از آن استفاده‌های خوبی کرد. ایرج افشار در مطلبی در مجلهٔ آینده، قلم اقتداری را استوار، شیرین و باکشش، و اشعاری که او در قسمت‌های مختلف کتاب نوشته‌است را دارای معایب فنی دانسته‌است.
اقتداری در شرح رویدادهای سیاسی زندگی‌اش، تنها به ذکر مناسبات خود با سیاست‌مداران و نهاد قدرت نپرداخته و مطلب را در حیطهٔ اجتماع نیز بررسی کرده‌است؛ به گونه‌ای که شرایط و زمینه‌های اجتماعی، فرهنگی، مذهبی و اقتصادی و همچنین نسبت و ارتباط خود با گروه‌های مختلف اجتماعی را مورد توجه قرار داده‌است. او همچنین ضمن تشریح اقدامات فرهنگی خود، تصویری هم از وضعیت اقتصادی و اجتماعی مردم لارستان ارائه داده‌است. این نوع داده‌ها دربارهٔ مناطقی که دور از مرکز قرار دارند و کمتر مورد مطالعه قرار گرفته‌اند، به اهمیت کاروان عمر افزوده‌است. عباس پرتوی مقدم، جایی که اقتداری فعالیت‌های علمی خود را شرح می‌دهد را از مهم‌ترین بخش‌های این کتاب به‌شمار می‌آورد. او مهم‌ترین دغدغهٔ اقتداری در کاروان عمر را «نادیده گرفتن تاریخ و هویت ملی» عنوان می‌کند و عمده‌ترین ویژگی‌های کتاب را در سه نکته برمی‌شمرد که عبارت‌اند از:
1. صریح و نقادانه‌بودن قلم نویسنده که با ریشه‌یابی ضعف‌های فرهنگی و اجتماعی جوامع، عملکرد کارگزاران حکومت را نقد کرده‌است. او در بخش‌هایی از کتاب، انتقاداتی نیز به خود و خاندانش (که از حاکمان محلی بودند) وارد می‌کند.
2. دقت، ظرافت و نکته‌سنجی نویسنده که برای مثال همراه با ذکر نام افراد، به خصوص افراد ناشناس، به معرفی آن‌ها پرداخته‌است.
3. نثر جذابی که خواننده را با خود همراه می‌کند.